# Lista comunelor din M'Sila

Harta Algeriei cu provincia M'Sila evidențiată

Din provincia M'Sila fac parte următoarele comune:
- Aïn El Hadjel
- Aïn El Melh
- Aïn Errich
- Aïn Fares
- Aïn Khadra
- Belaiba
- Ben Srour
- Beni Ilmane
- Benzouh
- Berhoum
- Bir Foda
- Bou Saâda
- Bouti Sayah
- Chellal
- Dehahna
- Djebel Messaad
- El Hamel
- El Houamed
- Hammam Dhalaa
- Khoubana
- Maadid
- Maarif
- Magra
- M'Cif
- Medjedel
- M'Sila
- M'Tarfa
- Ouanougha
- Oued Chair
- Ouled Addi Guebala
- Ouled Atia
- Ouled Derradj
- Ouled Madhi
- Ouled Mansour
- Ouled Sidi Brahim
- Ouled Slimane
- Oultene
- Sidi Aissa
- Sidi Ameur (M'Sila)
- Sidi Hadjeres
- Sidi M'Hamed
- Slim
- Souamaa
- Tamsa
- Tarmount
- Zarzour
- Zerarka